# Майкл Ендрю (плавець)
Майкл Ендрю (англ. Michael Andrew, 18 квітня 1999) — американський плавець.
Олімпійський чемпіон 2020 року.
Призер Чемпіонату світу з водних видів спорту 2019 року.
Чемпіон світу з плавання на короткій воді 2016, 2018 років.
Переможець Пантихоокеанського чемпіонату з плавання 2018 року.
Чемпіон світу з плавання серед юніорів 2015, 2017 років.